# U-18 야구 월드컵
AAA 세계 청소년 야구 선수권 대회(IBAF AAA World Junior Championships)는 18세 이하의 선수들로 구성된 선수들이 출전하는 국제 야구 대회이다. 국제야구연맹이 주관하는 이 대회는 1981년에 미국에서 시작되었다.
2013년부터 18세 이하 청소년 야구 월드컵(U-18 Baseball World Cup)으로 명칭이 변경되었고 현재는 WBSC에서 주관한다.

## 참가 선수
기본적으로, 각 나라에서 18세 이하인 선수가 출전한다.
2015년 대회는 일본에서 개최되었기 때문에, 처음으로 일본의 주력 선수들이 국가 대표 팀을 편성해 참가했다.

## 역대 대회 결과
| 회수 | 연도   | 개최국         | Gold          | Silver         | Bronze         |
| ---- | ------ | -------------- | ------------- | -------------- | -------------- |
| 1회  | 1981년 | 미국           | 대한민국      | 미국           | 오스트레일리아 |
| 2회  | 1982년 | 미국           | 미국          | 일본           | 오스트레일리아 |
| 3회  | 1983년 | 미국           | 중화 타이베이 | 미국           | 캐나다         |
| 4회  | 1984년 | 캐나다         | 쿠바          | 미국           | 중화 타이베이  |
| 5회  | 1985년 | 미국           | 쿠바          | 미국           | 중화 타이베이  |
| 6회  | 1986년 | 캐나다         | 쿠바          | 중화 타이베이  | 미국           |
| 7회  | 1987년 | 캐나다         | 쿠바          | 미국           | 캐나다         |
| 8회  | 1988년 | 오스트레일리아 | 미국          | 쿠바           | 중화 타이베이  |
| 9회  | 1989년 | 캐나다         | 미국          | 쿠바           | 오스트레일리아 |
| 10회 | 1990년 | 쿠바           | 쿠바          | 중화 타이베이  | 미국           |
| 11회 | 1991년 | 캐나다         | 캐나다        | 중화 타이베이  | 미국           |
| 12회 | 1992년 | 멕시코         | 쿠바          | 미국           | 중화 타이베이  |
| 13회 | 1993년 | 캐나다         | 쿠바          | 미국           | 중화 타이베이  |
| 14회 | 1994년 | 캐나다         | 대한민국      | 미국           | 중화 타이베이  |
| 15회 | 1995년 | 미국           | 미국          | 중화 타이베이  | 오스트레일리아 |
| 16회 | 1996년 | 쿠바           | 쿠바          | 중화 타이베이  | 미국           |
| 17회 | 1997년 | 캐나다         | 쿠바          | 중화 타이베이  | 캐나다         |
| 18회 | 1999년 | 대만           | 미국          | 중화 타이베이  | 쿠바           |
| 19회 | 2000년 | 캐나다         | 대한민국      | 미국           | 쿠바           |
| 20회 | 2002년 | 캐나다         | 쿠바          | 중화 타이베이  | 미국           |
| 21회 | 2004년 | 대만           | 쿠바          | 일본           | 대한민국       |
| 22회 | 2006년 | 쿠바           | 대한민국      | 미국           | 캐나다         |
| 23회 | 2008년 | 캐나다         | 대한민국      | 미국           | 쿠바           |
| 24회 | 2010년 | 캐나다         | 중화 타이베이 | 오스트레일리아 | 쿠바           |
| 25회 | 2012년 | 대한민국       | 미국          | 캐나다         | 중화 타이베이  |
| 26회 | 2013년 | 대만           | 미국          | 일본           | 쿠바           |
| 27회 | 2015년 | 일본           | 미국          | 일본           | 대한민국       |
| 28회 | 2017년 | 캐나다         | 미국          | 대한민국       | 일본           |
| 29회 | 2019년 | 대한민국       | 중화 타이베이 | 미국           | 대한민국       |
| 30회 | 2022년 | 미국           | 미국          | 중화 타이베이  | 일본           |
| 30회 | 2023년 | 대만           | 일본          | 중화 타이베이  | 대한민국       |

## 국가별 메달 순위
| 순위 | 국가           | Gold | Silver | Bronze | 합계 |
| ---- | -------------- | ---- | ------ | ------ | ---- |
| 1    | 쿠바           | 11   | 2      | 5      | 18   |
| 2    | 미국           | 10   | 12     | 5      | 27   |
| 3    | 대한민국       | 5    | 1      | 4      | 10   |
| 4    | 중화 타이베이  | 3    | 10     | 7      | 20   |
| 5    | 일본           | 1    | 4      | 2      | 7    |
| 6    | 캐나다         | 1    | 1      | 4      | 6    |
| 7    | 오스트레일리아 | 0    | 1      | 4      | 5    |

## 같이 보기
- 국제 야구 연맹
- 세계 야구 소프트볼 연맹